# Вигушки
Вигу́шки (бел. Вігушкі) — агрогородок в составе Липнишковского сельсовета Ивьевского района Гродненской области Белоруссии.

## История
Впервые Вигушки упоминаются в середине XVI века как деревня и фольварк, находившиеся в составе Ошмянского повета Виленского воеводства и относившиеся к имению Ивье. Владельцами имения были представители шляхетского рода Кишки. В 1598 году Вигушки состояли из 25 дымов и 15 волок земли. Одно из следующих упоминаний деревни относится к 1673 году, когда она была названа в документах Ошмянского городского суда. Само имение в 1690 году было в залоге или на содержании (попечении) М. Грабского. В середине XIX века Вигушки относились уже к Ивьевской волости Ошмянского уезда Виленской губернии и по-прежнему относились к имению Ивье, уже принадлежавшему графине Замойской. Позже деревня была включена в состав Субботникской волости.
После вхождения в состав Польши в 1921 году Вигушки относились к Субботникской гмине сначала Воложинского повята, затем Лидского повята Новогрудского воеводства. 12 октября 1940 года деревня была включена в состав Галимщинского сельсовета Ивьевского района. Во время Великой Отечественной войны Вигушки подверглись немецко-фашистской оккупации (с июня 1941 года по июль 1944 года).
Местом труда жителей деревни с 1952 года был колхоз имени Я. Коласа. Позднее Вигушки стали относиться к колхозу «Родина». 2 февраля 1961 года деревня была включена в состав Липнишковского сельсовета. На данный момент существует молочно-товарная ферма «Вигушки», относящаяся к СПК «Умястовский».
По состоянию на 2002 год, в Вигушках работала начальная школа.

## Население
- 1598 год — 25 дымов[1]
- 1861 год — 85 ревизских душ[1]
- 1897 год — 306 человек, 38 дворов[1]
- 1909 год — 304 человека, 42 двора[1]
- 1921 год — 274 человека, 49 дворов[1]
- 1940 год — 378 человек, 63 двора[1]
- 1970 год — 229 человек[1]
- 1999 год — 95 человек, 43 двора[1]

## Комментарии
1. ↑  Название и ударение даны по: Назвы населеных пунктаў Рэспублікі Беларусь : Гродзенская вобласць: нарматыўны даведнік / І. А. Гапоненка і інш.; пад рэд. В. П. Лемцюговай. — Минск: Тэхналогія, 2004. — С. 229. — 469 с. — ISBN 985-458-098-9.